# Mong Kok (stacja metra)
Mong Kok (chiński: 旺角) – jedna ze stacji MTR, systemu szybkiej kolei w Hongkongu, na Kwun Tong Line i Tsuen Wan Line. Została otwarta 31 grudnia 1979.
Stacja znajduje się w Mong Kok.